# 나라별 산화 알루미늄 생산량 목록

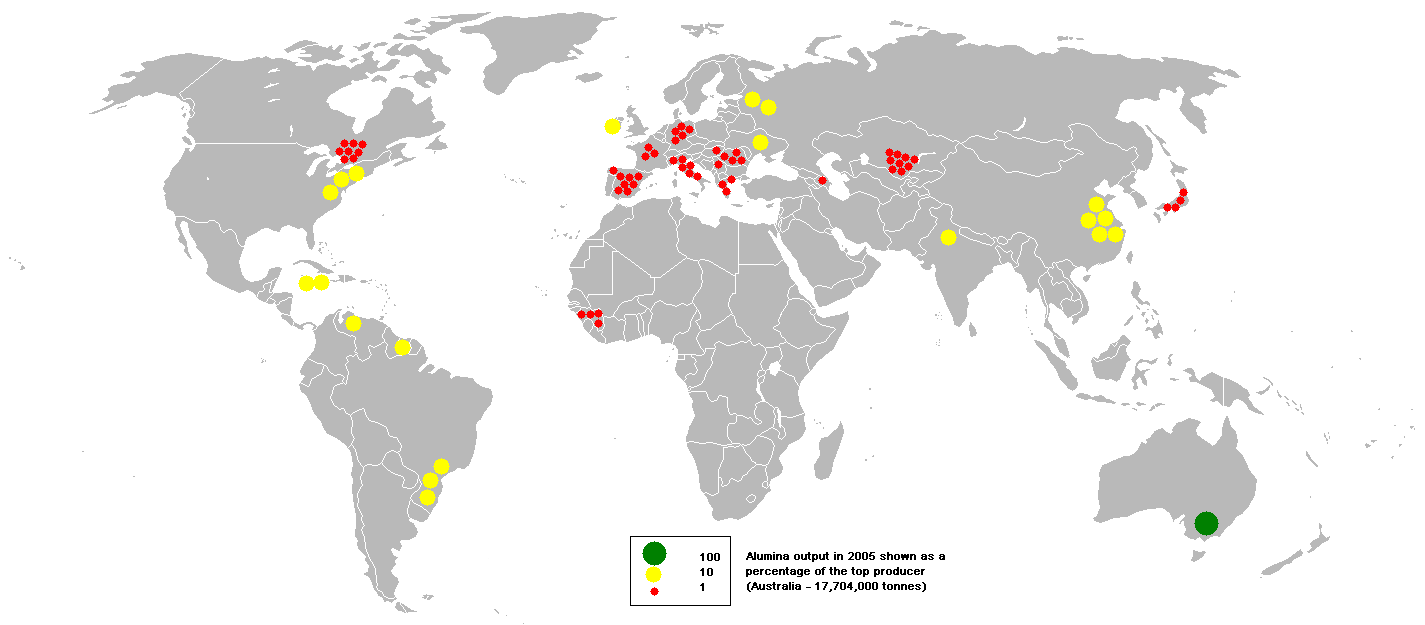
2005년 산화 알루미늄 생산량

산화 알루미늄은 Al2O3의 화학식을 만족하는 알루미늄의 양쪽성 산화물이다. 광업, 세라믹, 그리고 재료과학에서는 알루미나(alumina) 또는 알록사이트(aloxite)라 불리기도 한다. 보크사이트에서 바이엘 공정을 통해 생산된다. 산화 알루미늄의 가장 중요한 용도는 알루미늄 금속의 생산이며, 경도 때문에 연마제로 쓰이거나 용융점이 높아 내화제로 쓰이기도 한다.

## 나라별 생산량 목록
다음은 나라별 산화 알루미늄 생산량 목록으로, 주로 2006년 영국의 지질 조사에 근거한 것이다.
| 순위 | 나라/지역      | 산화 알루미늄 생산량 (톤) |
| ---- | -------------- | ------------------------- |
|      | 세계           | 72,200,000                |
| 1    | 오스트레일리아 | 18,312,000                |
| 2    | 중국           | 13,696,000                |
| 3    | 브라질         | 6,720,200                 |
| 4    | 미국           | 5,012,000                 |
| 5    | 자메이카       | 4,099,548                 |
| 6    | 러시아         | 3,265,250                 |
| 7    | 인도           | 3,080,000                 |
| 8    | 수리남         | 2,151,148                 |
| 9    | 베네수엘라     | 1,920,000                 |
| 10   | 아일랜드       | 1,800,000                 |
| 11   | 우크라이나     | 1,671,620                 |
| 12   | 카자흐스탄     | 1,514,509                 |
| 13   | 캐나다         | 1,476,959                 |
| 14   | 스페인         | 1,400,000                 |
| 15   | 이탈리아       | 1,090,000                 |
| 16   | 독일           | 830,000                   |
| 17   | 일본           | 780,000                   |
| 18   | 루마니아       | 621,973                   |
| 19   | 기니           | 555,000                   |
| 20   | 그리스         | 510,000                   |
| 21   | 프랑스         | 500,000                   |
| 22   | 아제르바이잔   | 352,665                   |
| 23   | 헝가리         | 300,000                   |
| 24   | 몬테네그로     | 236,740                   |
| 25   | 튀르키예       | 140,089                   |
| 26   | 이란           | 130,000                   |